# Izba Pańska w Krakowie

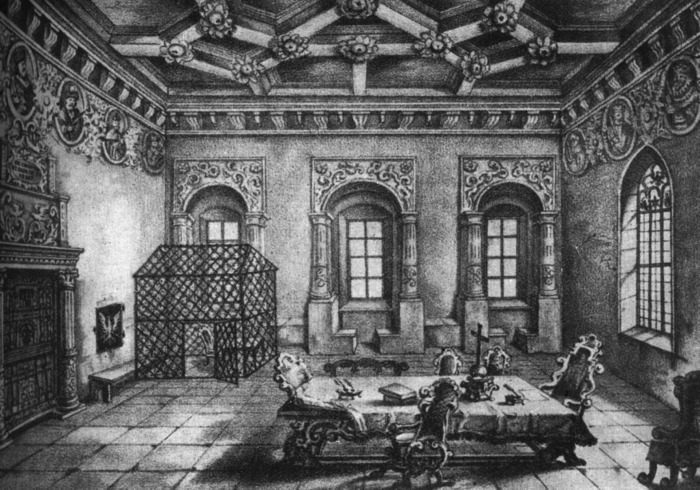
Izba Pańska (stan sprzed 1820)

Izba Pańska – jedna z sal reprezentacyjnych dawnego krakowskiego ratusza na Rynku Głównym w Krakowie. Głównie wykorzystywana jako Izba Rady, pełniąca też funkcje sali sądowej.  
Izba była doskonale udekorowanym, najważniejszym pomieszczeniem ratusza świadczącym o bogactwie miasta. Na ścianach znajdowała się malatura lub fryz pędzla K. Kurcza przedstawiająca popiersia polskich królów. Sala wystrojona była w gzyms na konsolach oraz obramowania okienne z kolumnami. Do Izby prowadziły wykonane w 1593 roku przez Piotra Kalinę drewniane intarsjowane drzwi oraz kamienny renesansowy portal autorstwa J. Frankstijna. Kasetonowy strop w stylu manierystycznym powstał w latach 1593–1600.
Po wyburzeniu ratusza w 1820, zabytkowy portal i drzwi z Izby Pańskiej zdeponowano w budynku przy ul. Grodzkiej 52, a w 1856 wstawiono je do Collegium Maius.